# Alvin Moore
Alvin Moore (n. 19 noiembrie 1891, Indiana, SUA – d. 9 noiembrie 1972, Albuquerque, New Mexico, SUA) a fost un sportiv ce a reprezentat Statele Unite ale Americii, medaliat olimpic. A participat la o ediție a Jocurilor Olimpice (1932) în care a câștigat o medalie de bronz.

## Participări
Lista de mai jos prezintă principalele competiții la care a participat Alvin Moore de-a lungul carierei.
- equestrian at the 1932 Summer Olympics – team dressage[*]